# Hermonassa yeterofuna
Hermonassa yeterofuna là một loài bướm đêm trong họ Noctuidae.